# Gran Sasso d’Italia
A Gran Sasso d’Italia (magyarul Itália nagy köve) Olaszország Abruzzo régiójában elhelyezkedő hegység.

## Fekvése
A hegységet nyugaton és északnyugaton a Monti della Laga hegyvonulat határolja és a Campostolo-tó, délen a Campo Imperatore fennsík, keleten a Popoli-völgy.

## Geológiája
A Gran Sasso üledékes eredetű gyűrthegység; dolomitok, mészkövek valamint márgák alkotják, felépítésében az Alpokhoz hasonlít. Kb. 6 millió éve alakult ki, a miocénben, amikor a frissen kiemelkedett Appenninek vonulata számos merőleges törés mentén feldarabolódott. A hegy mai alakját a jégkorszakok (Günz 600 000 éve, Würm 100 000 éve) eróziós tevékenysége alakította ki. Legmagasabb csúcsa a Corno Grande (2912 m). A Corno Grande és Corno Piccolo csúcsok között található Európa legdélibb gleccsere, a Calderone.

## Legmagasabb hegycsúcsai
- Corno Grande (nyugati csúcs) (2912 m)
- Corno Grande (keleti csúcs) (2903 m)
- Corno Grande (középső csúcs) (2893 m)
- Corno Grande (Torrione Cambi) (2875 m)
- Corno Piccolo (2655 m)
- Pizzo Intermesoli (2635 m)
- Monte Corvo (2623 m)
- Monte Camicia (2564 m)
- Monte Prena (2561 m)
- Pizzo Cefalone (2533 m)
- Monte Aquila (2494 m)
- Pizzo Intermesoli (2483 m)
- Monte Informace (2469 m)
- Cima delle Malecoste (2444 m)
- Monte Portella (2385 m)
- Monte Brancastello (2385 m)
- Torri Casanova (2362 m)
- Monte Camarda (2332 m)
- Monte Tremoggia (2331 m)
- Picco Pio XI (2282 m)
- Monte della Scindarella (2233 m)
- Monte Brancastello (2230 m)
- Pizzo S. Gabriele (2214 m)
- Monte Ienca (2208 m)
- Monte S. Franco (2132 m)
- Il Morrone (2067 m)
- Monte Siella (2027 m)

## Galéria

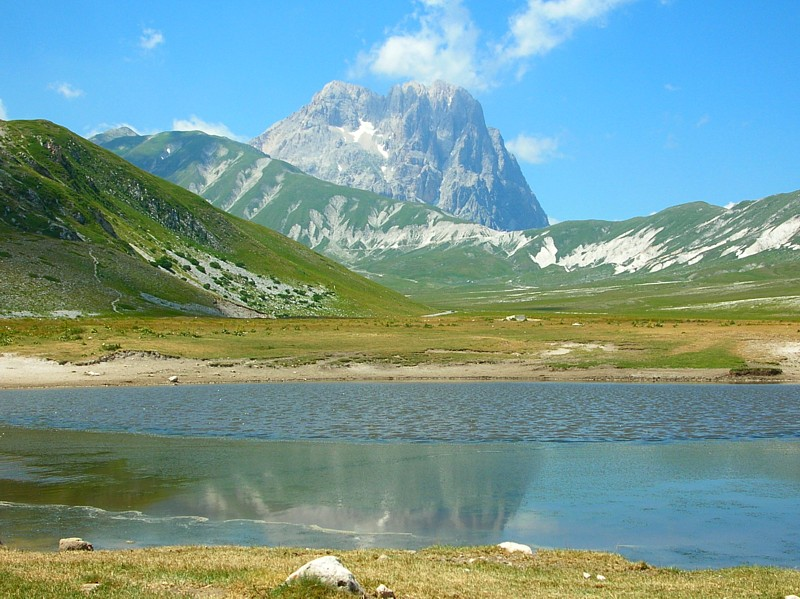
Corno Grande látképe a Campo Imperatore felől
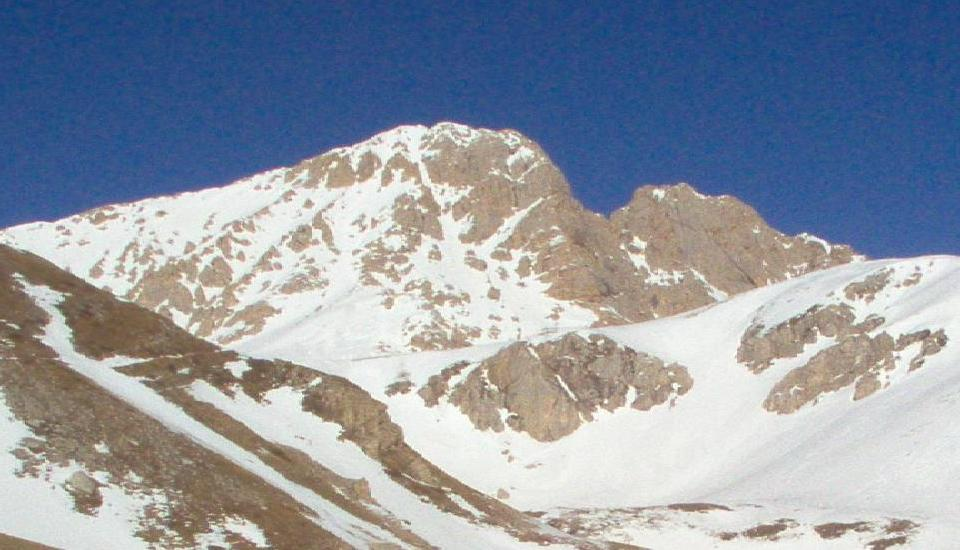
A Gran Sasso télen
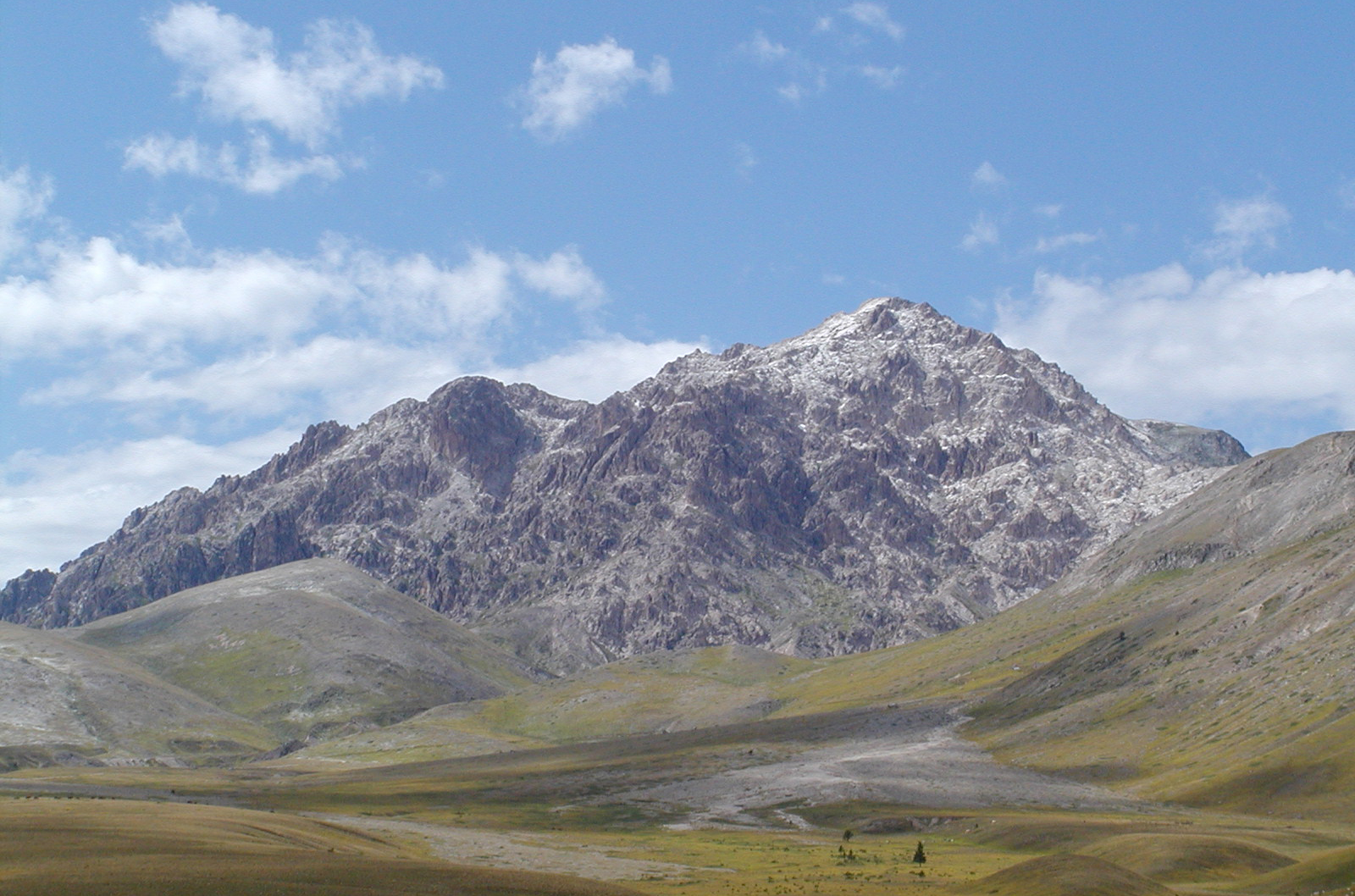
Corno Grande látképe a Campo Imperatore felől
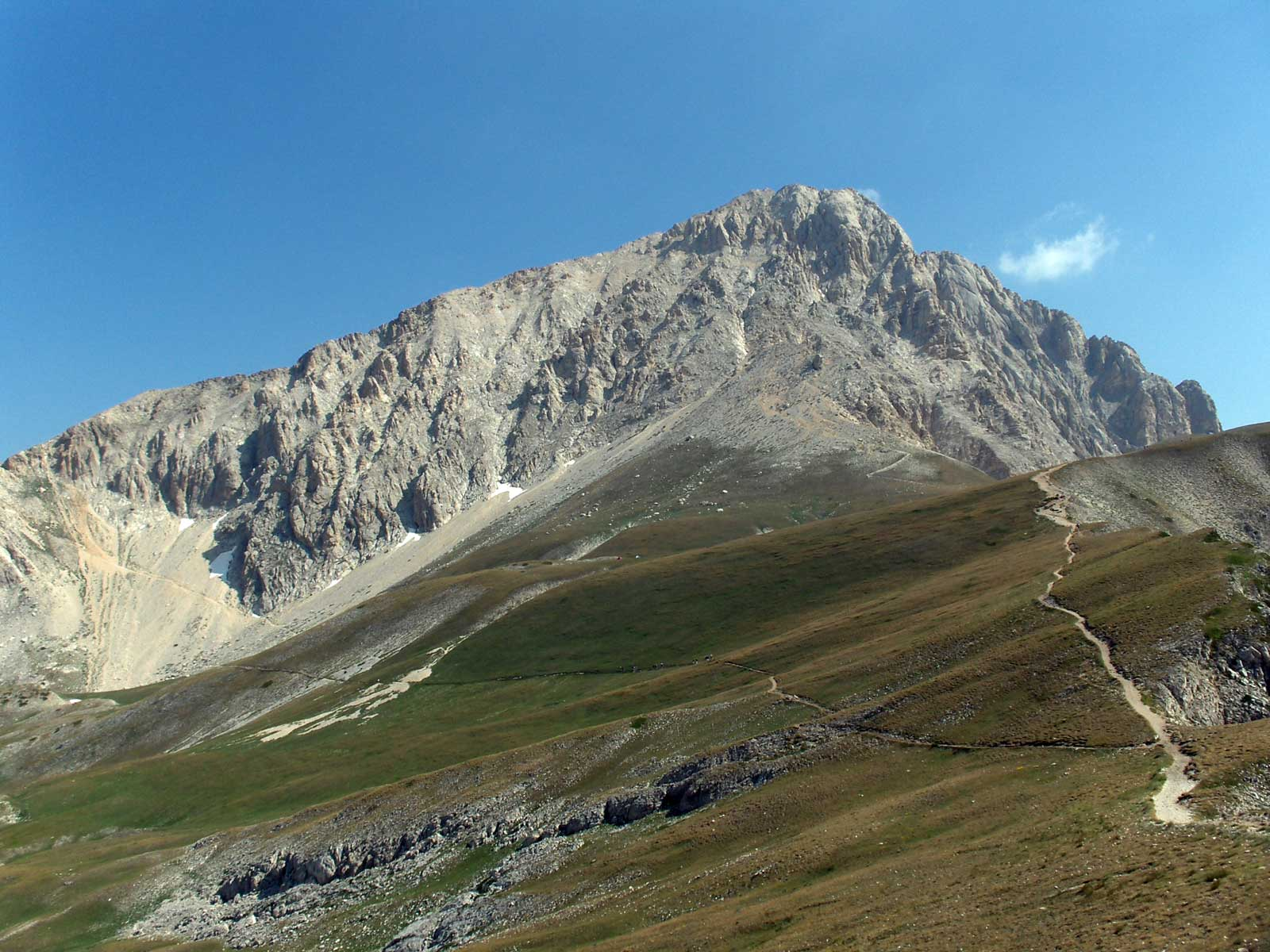
A Corno Grande déli oldala
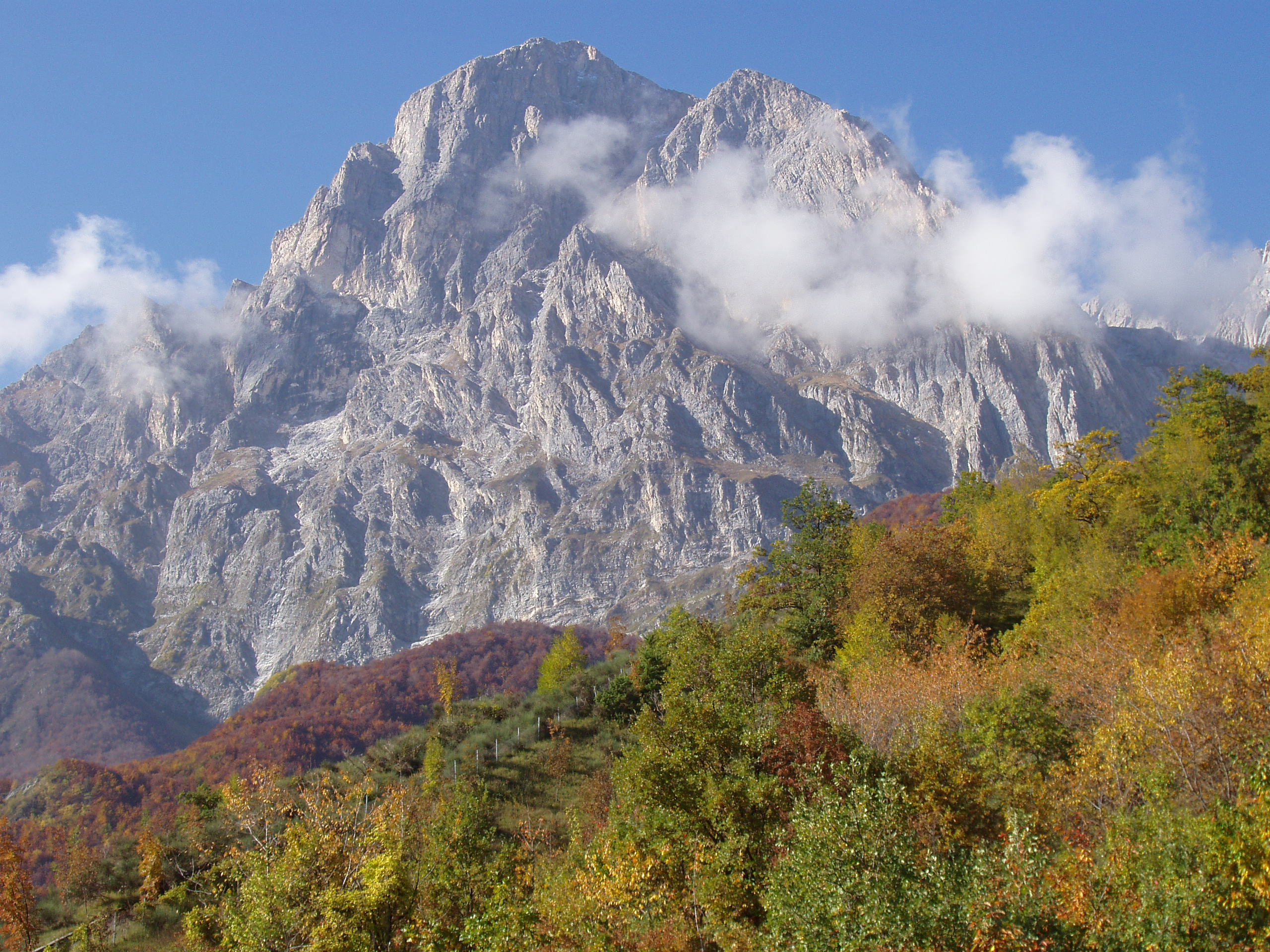
A Gran Sasso északi oldala
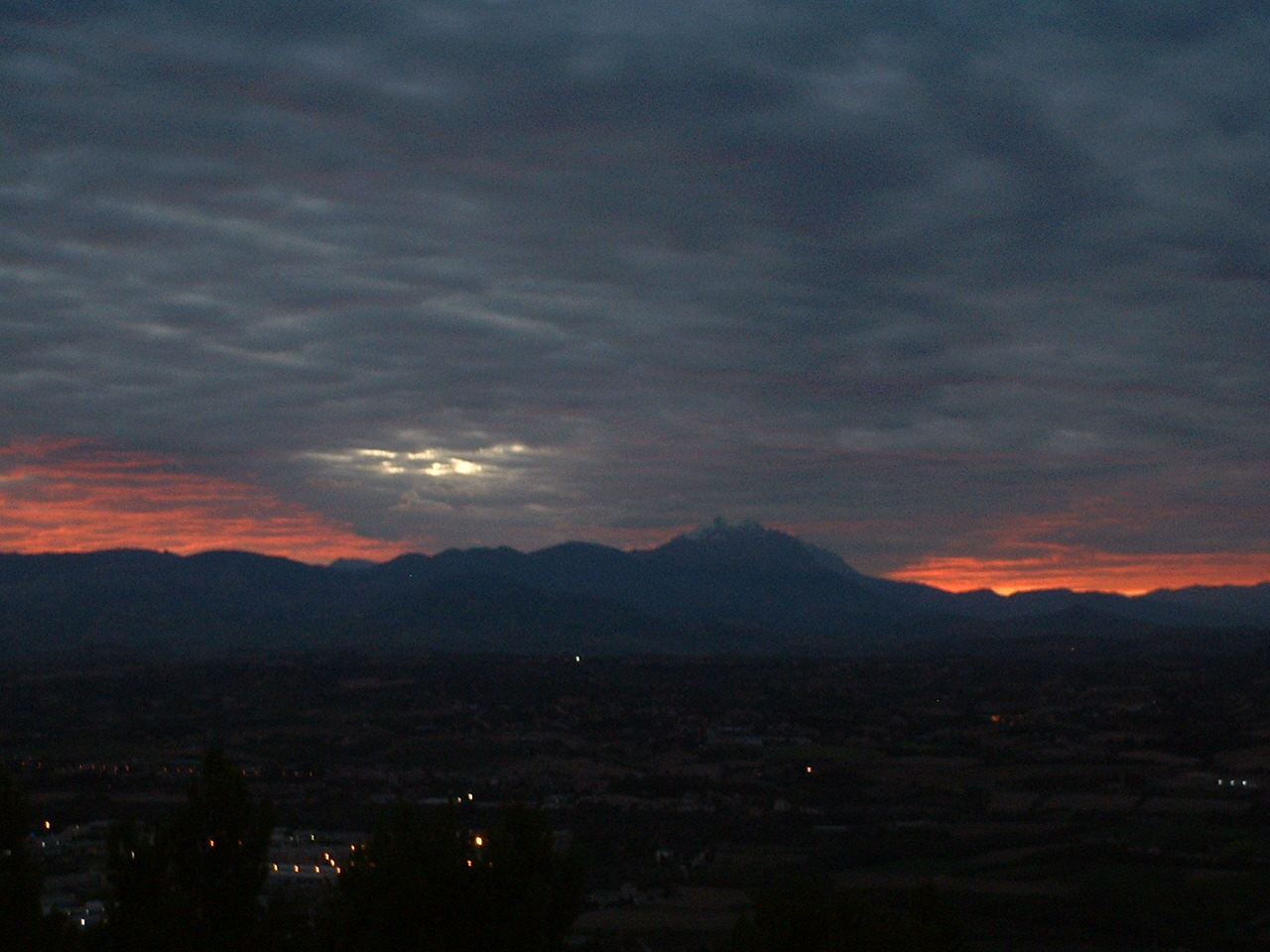
Gran Sasso szürkületkor
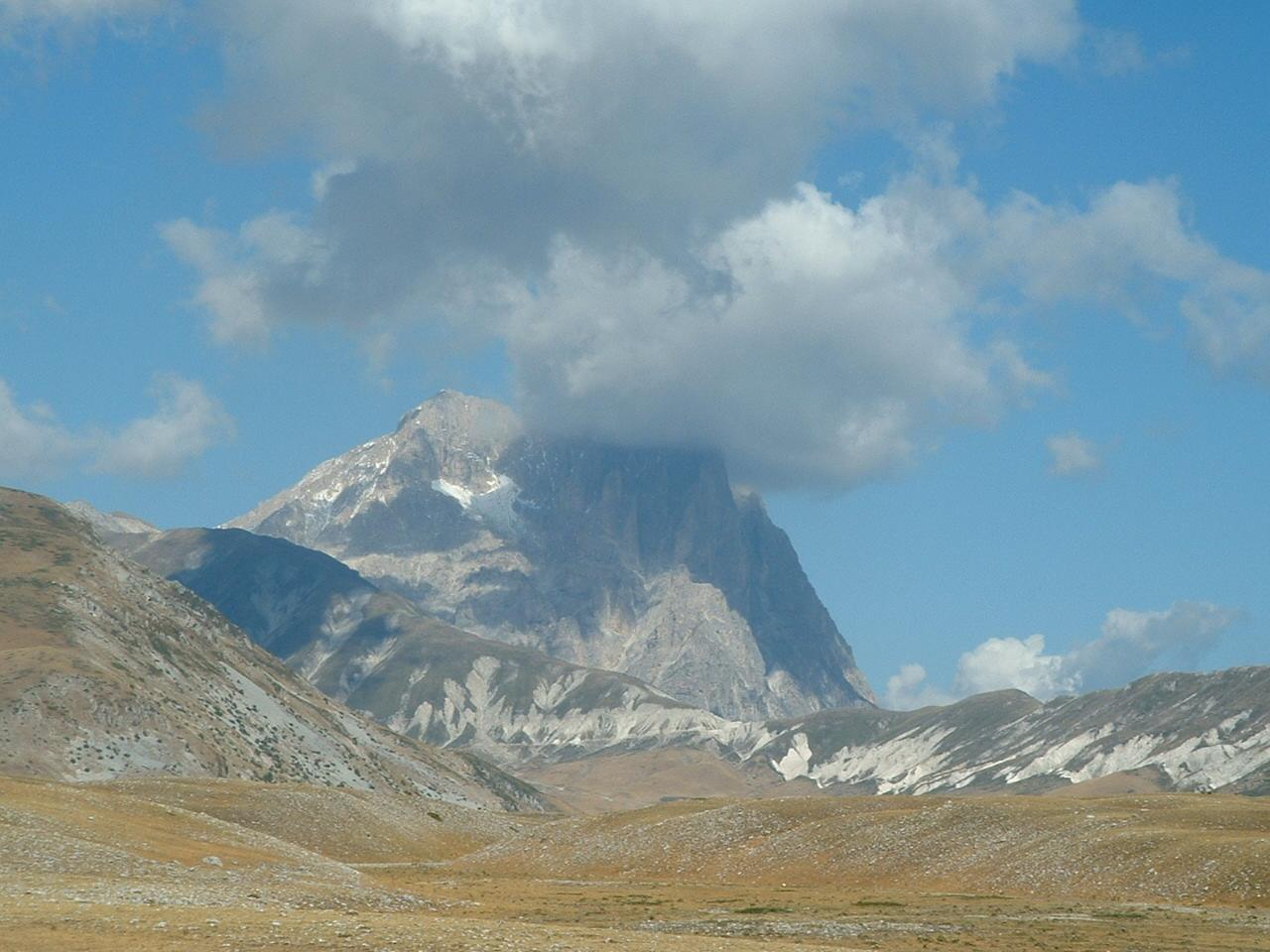
A Corno Grande felhők között
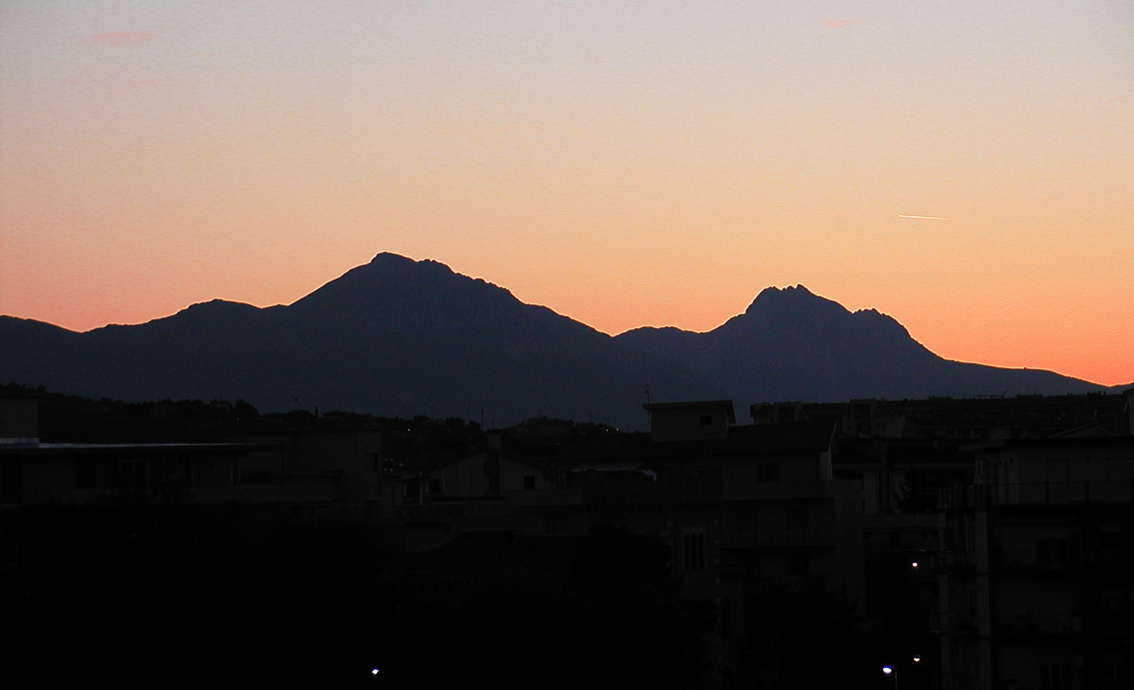
A Gran Sasso

## Külső hivatkozások
- Gran-Sasso Nemzeti Park honlapja (olaszul)
- Gran Sasso Underground Laboratory (angolul)
- Gran-Sasso Nemzeti Park (németül)